# Teatr im. Adama Mickiewicza w Częstochowie
Teatr im. Adama Mickiewicza w Częstochowie, wcześniej jako Teatr Rozmaitości, a potem Teatr Miejski Kameralny – państwowy teatr mieszczący się w Częstochowie w budynku przy ul. Kilińskiego 15, wzniesionym w latach 1928–1931, jako Teatr Miejski Kameralny. W latach 1979–1984 nastąpiła jego modernizacja i rozbudowa. Teatr im. Adama Mickiewicza dysponuje następującymi scenami: scena duża, scena kameralna, scena Histrion oraz Foyer im. Marka Perepeczki.
Teatr jest organizatorem Przeglądu Przedstawień Istotnych „Przez dotyk”, Przeglądu Zespołów Teatralnych Szkół Średnich oraz przeglądu „Dziecięca Kraina Wrażliwości”. Uczestniczy w organizacji odbywającej się co rok w Częstochowie Nocy kulturalnej.

## Historia
W sezonie 1926/1927 R. Szpigelman, właściciel sali Reduty na ul. Strażackiej (obecnie Katedralna), za zgodą władz miejskich zaadaptował na własny koszt tę salę dla potrzeb teatru. Licencję z ZASP na prowadzenie teatru uzyskał częstochowski aktor Jan Otrembski, skompletował on stały zespół aktorski i na organizację teatru wydał całe swoje oszczędności w wysokości 6 tys. złotych. 15 marca 1927 nastąpiło otwarcie stałego Teatru Miejskiego Rozmaitości. Odbyła się wówczas premiera Ślubów panieńskich Aleksandra Fredry. We wrześniu tego samego roku nowy teatr przyjął nazwę: Teatr Miejski Rozmaitości.
Z gościnnymi występami w Częstochowie pojawili się m.in. Juliusz Osterwa z zespołem warszawskiej Reduty, Stefan Jaracz z zespołem oraz Karol Adwentowicz.
W październiku 1928 powstała spółka akcyjna Towarzystwo Budowy i Eksploatacji Teatru w Częstochowie S.A. z inicjatywy Jana Otrembskiego i starosty częstochowskiego Kazimierza Kühna. Rozpoczęto budowę gmachu teatralnego na placu zakupionym przez Towarzystwo na rogu ulic Kilińskiego i Jasnogórskiej. Projekt gmachu został wykonany przez warszawskich architektów Józefa Krupę i Teodora Łapińskiego.
W kolejnych latach z gościnnymi występami w teatrze częstochowskim pojawiali się m.in. Hanka Ordonówna, Eugeniusz Bodo, Józef Węgrzyn, Kazimierz Krukowski, Wanda Siemaszkowa.
W 1930 zamknięto Teatr Rozmaitości ze względu na zagrożenie bezpieczeństwa widzów w jego dotychczasowej siedzibie. W lipcu następnego roku otwarto Teatr Miejski Kameralny w sali parterowej częściowo wykończonego gmachu przy ul. Kilińskiego pod dyrekcją Jana Otrembskiego i A. Piekarskiego.
W 1933 zlikwidowano Towarzystwo Budowy i Eksploatacji Teatru w Częstochowie S.A. ze względu na kryzys ekonomiczny i rosnące koszty budowy. Gmach teatru zlicytowano, wykupiła go Komunalna Kasa Oszczędności, główny wierzyciel Towarzystwa.
W latach 1932–1935, w okresie dyrekcji Iwo Galla w Teatrze Miejskim Kameralnym odbyło się ponad 60 premier. Spektakl Sędziowie będący inscenizacją sztuki Stanisława Wyspiańskiego został wyróżniony w konkursie ogłoszonym przez Wydział Kultury i Sztuki przy Ministerstwie Wyznań Religijnych i Oświecenia Publicznego w związku z 25. rocznicą śmierci plastyka i dramaturga.
W drugiej połowie lat 30. teatr nadal się rozwijał, gościnne występy dawali też znani aktorzy, m.in. Franciszek Brodniewicz, Mariusz Maszyński, Eugeniusz Bodo. Istniała jednak groźba ruiny niewykończonej górnej części gmachu. W 1937 Zarząd Miejski m. Częstochowy wykupił gmach, a Komunalna Kasa Oszczędności udzieliła pożyczki na przebudowę i wykończenie górnej części budynku teatru. W 1938 ukończono budowę teatru w Częstochowie i zainaugurowano działalność sceny „Wielkiej”. W tym samym roku Kazimierz Brodzikowski i Tadeusz Krotke zawiązali spółkę pod nazwą Teatr Miejski w Częstochowie spółka z o.o.
W okresie okupacji niemieckiej nastąpiła dewastacja i duże zniszczenia gmachu teatru. Pod koniec wojny, w 1945, grupa aktorów pod kierownictwem Tadeusza Krotke doprowadziła budynek teatru do stanu używalności. W lutym 1945 roku pokazano na scenie teatru pierwszy program estradowy, a w kwietniu odbyła się pierwsza premiera: Uciekła mi przepióreczka Stefana Żeromskiego w reżyserii A. Kwiatkowskiego i scenografii W. Wagnera.
W pierwszym sezonie po wojnie 1945/1946 udało się uzyskać stabilizację finansową i zorganizować stały zespół aktorski. W 1949 teatr upaństwowiono. Efektem nasilenia realizmu socjalistycznego było obniżenie poziomu artystycznego przy jednoczesnej masowej produkcji spektakli. Spowodowało to znaczny spadek frekwencji.
W 1951 dyrektorem teatru został Edmund Kron, który doprowadził do rozkwitu teatru. Wypracował on własną linię programową. Przewagę stanowiły inscenizacje z repertuaru klasycznego i romantycznego.
13 listopada 1956 zarządzeniem Ministerstwa Kultury i Sztuki teatrowi nadano imię Adama Mickiewicza. Uroczystość uświetniła premiera Konfederatów barskich. Dwa lata później oddano do użytku Dom Aktora, wybudowany z inicjatywy Edmunda Krona.
Okres 1962–1966, dyrekcja Augusta Kowalczyka, to oparcie repertuaru wyłącznie na współczesnych sztukach polskich. Na deskach częstochowskiego teatru miało wówczas miejsce wiele prapremier i debiutów dramaturgicznych, m.in.: Garść piasku i Dzień oczyszczenia Jerzego Przeździeckiego, Ktoś nowy Marka Domańskiego, Psalmy Macieja Zenona Bordowicza. Podczas Śląskiej Wiosny Teatralnej w 1963 sztuka Kanada Jana Kurczaba zdobyła I miejsce.
W czasie, gdy dyrekcję sprawował Andrzej Uramowicz (1966–1976), nastąpiła stabilizacja artystyczna, prezentowano urozmaicony repertuar komediowy i dramatyczny.
1 września 1979 rozpoczęła się modernizacja i rozbudowa budynku teatru przy ul. Kilińskiego. W tym okresie spektakle odbywały się w sali Filharmonii Częstochowskiej, w klubie Politechnik, a także w salach zakładowych domów kultury Stradom i Warta. Remont zakończono w 1984, 1 września nastąpiło uroczyste otwarcie zmodernizowanego gmachu teatru podczas premiery Zemsty Aleksandra Fredry w reżyserii Bogdana Michalika, który został dyrektorem artystycznym teatru. Dwa lata później rozpoczęto remont Domu Aktora.
19 czerwca 1989 budynek teatru wpisano do rejestru zabytków (nr rej. A/631/2020).
W dniu 10 listopada 2000 roku z okazji koncertu operowego Wiesława Ochmana, w budynku w jego głównym foyer została odsłonięta kopia obrazu "Portret Adama Mickiewicza na Judahu skale" z 1828 roku, autorstwa Walentego Wańkowicza. Autorem prezentowanej kopii jest kopista Jerzy Szajewski.

## Dyrektorzy
- 1926–1932: Jan Otrembski
- 1932–1935: Iwo Gall
- 1935–1938: Kazimierz Brodzikowski
- 1938–1939: Kazimierz Brodzikowski, Tadeusz Krotke
- 1939–1945: okupacja niemiecka, teatr nieczynny
- 1945–1949: Tadeusz Krotke
- 1949–1951: Eugeniusz Poreda
- 1951–1962: Edmund Kron
- 1962–1966: August Kowalczyk
- 1966–1976: Andrzej Uramowicz
- 1976–1982: Tadeusz Bartosik
- 1982–1984: Andrzej Jurczyński, Wojciech Kopciński (31 grudnia 1983)
- 1984–1988: Bogdan Michalik, Jan Kempa
- 1988–1990: Tadeusz Kijański, Jan Kempa
- 1990–1994: Ryszard Krzyszycha
- 1994–1997: Henryk Talar
- 1997–2003: Marek Perepeczko
- 2003–2006: Katarzyna Deszcz
- 2006: Robert Dorosławski
- 2006-2018: Piotr Machalica
- 2018–2021: Magdalena Piekorz
- 2022: Olaf Lubaszenko
- od 2022: Magdalena Woch

## Aktorzy

### Obecni
| - Sebastian Banaszczyk - Iwona Chołuj - Waldemar Cudzik - Teresa Dzielska - Adam Hutyra - Sylwia Kaczmarczyk - Bartosz Kopeć - Michał Kula - Agnieszka Łopacka | - Małgorzata Marciniak - Agata Ochota-Hutyra - Sylwia Oksiuta-Warmus - Antoni Rot - Robert Rutkowski Współpraca - Czesława Monczka - Maciej Półtorak |

### Dawni
| - Bronisław Dardziński (1927–29) - Halina Gallowa (1932–35) - Łucja Naniewska - Stefan Martyka - Ewa Pachońska (1947/48) - Wiesław Drzewicz (1948–55) - Waldemar Skrabacz (1948, 1967–83) - Antoni Odrowąż (1949/50) - Janina Staszewska-Ćwiklińska (1949–51) - Jarosław Skulski (1949–52) - Stefan Miedziński (1950–59) - Adam Nowakiewicz (1952–80) - Stanisław Jaszkowski (1952–53) - Gustaw Kron (1952–56) - Andrzej Girtler (1954/55) - Kazimierz Zieliński (1954–70, 1977–89) - Stanisław Koczanowicz (1955–56) - Danuta Kłopocka (1955–59) - Stanisława Gall-Kron (1955–86) - Tadeusz Teodorczyk (1956–59) - Ryszard Zieliński (1957–60) - Mieczysław Winkler (1957–71) - Zbigniew Korepta (1958–60) - Maria Wojdalińska (1958–60) - Medard Plewacki (1959–60) - Krzysztof Ziembiński (1959–60) - Ewa Frąckiewicz (1959–60) - Włodzimierz Musiał (1959–60) - Kazimierz Wójcikowski (1959/60) - Adam Krajewicz (1959–67) - Elżbieta Kilarska (1960–61) - Małgorzata Leśniewska (1960–61) - Marian Szul (1960–62) - Janusz Kilarski (1960–62) - Jerzy Fitio (1961/62) - Teresa Trojan (1962–63) - Włodzimierz Panasiewicz (1962–64) - Wanda Siemaszko (1962–65) - Antoni Rycharski (1962–66) - Eleonora Lorentz(1962–67) - Anna Gołębiowska (1963) - Janusz Ostrowski (1963–65) - Tadeusz Schmidt (1963–66) - Krystyna Bryl (1963–67) - Barbara Bargiełowska (1964–66) - Janina Bocheńska (1964–66) - Jerzy Stasiuk (1964–66) - Roman Kruczkowski (1965–66) - Bogusław Stokowski (1965/66) - Stanisław Malatyński (1965–74) - Cezariusz Chrapkiewicz (1966/67) - Zygmunt Nawrocki (1966/67) | - Sabina Mielczarek (1966–67) - Edward Sosna (1966–67) - Kazimierz Siedlecki (1966–68) - Zygmunt Marczewski (1967) - Jerzy Kowalski (1968/69) - Stefan Kąkol (1968–70) - Stanisław Frąckowiak (1969–72) - Jerzy Puzilewicz - Mirosław Smolarek (1970–75) - Michał Leśniak (1971/72) - Wiesława Kosmalska (1972–73) - Jerzy Balbuza (1972–73 i 1976–82) - Ryszard Wachowski (1972/73, 1976–89) - Marian Maksymowicz (1972–74) - Stanisław Kamberski (1974/75) - Zenon Stramski (1974/75) - Henryk Wójcikowski (1974–76) - Tadeusz Olesiński (1975–82) - Aleksander Sokołowski (1979–81, 1982/83) - Ryszard Chlebuś (1982–84) - Bonifacy Dymarczyk (1982–2003) - Krzysztof Bartoszewicz (1982–83, 1988–95) - Grażyna Błęcka-Kolska (1984/85) - Waldemar Kotas (1984–88) - Dariusz Skowroński (1984–88) - Adela Zgrzybłowska (1984–91) - Jerzy Smyk (1984–91) - Tadeusz Morawski (1984–2003) - Marzena Oberkorn (1985–88) - Elwira Hamerska (1986–96) - Zofia Wilczyńska (1987) - Tomasz Obara (1988) - Mieczysław Kadłubowski (1988–89) - Marian Florek (1991–95) - Sławomir Lewandowski (1992–93) - Jerzy Przewłocki (1992–95) - Stanisław Kozyrski (1992–96) - Agnieszka Michalska (1993) - Anna Samusionek - Juliusz Chrząstowski (1996/97) - Rafał Kronenberger (1996–97) - Artur Słaboń (1996–98) - Jacek Różański (1997) - Marek Ślosarski (1989–1995 i 1998–2007) - Katarzyna Mazurek (2000) - Jerzy Michalski (2000–01) - Nikodem Kasprowicz (2005–07) - Andrzej Iwiński (1970-2013) - Ewa Agopsowicz-Kula (1984-2016) - Piotr Machalica (2006–2020) |

## Najbardziej znane przedstawienia
| - Mayday - Czekając na Godota - Białe małżeństwo - Skrzyneczka bez pudła - Bal manekinów - Dzwony - Odyseja 2 - Okno na parlament - Szczęściarz - Casting - Brat naszego Boga - Obrona Częstochowy - Burzliwe życie Lejzorka Rojtszwańca - Ksiądz Marek - Piaskownica - Emigranci - Boya wina - Horsztyński - Bachantki - Piękna i Bestia - Balladyna J. Słowackiego w insc. Adama Hanuszkiewicza | - Łysa śpiewaczka - Lot nad kukułczym gniazdem - Kolacja na cztery ręce - Faust - Rewizor - Dwie morgi utrapienia - Zemsta - Śluby panieńskie - Szewcy - Wesele - Kartoteka - Lęki poranne - Pamiętnik narkomanki - Lekcja - Krzesła - Kordian - Dziady - Skiz - Moralność pani Dulskiej |